# San Miguel, Zapotlanejo
San Miguel är en ort i Mexiko.   Den ligger i kommunen Zapotlanejo och delstaten Jalisco, i den centrala delen av landet, 400 km väster om huvudstaden Mexico City. San Miguel ligger 1 502 meter över havet och antalet invånare är 105.
Terrängen runt San Miguel är platt västerut, men österut är den kuperad. Terrängen runt San Miguel sluttar västerut. Runt San Miguel är det ganska tätbefolkat, med 96 invånare per kvadratkilometer. Närmaste större samhälle är Tonalá, 15,8 km väster om San Miguel. I omgivningarna runt San Miguel växer huvudsakligen savannskog.